# Jesús María Pérez Loriente
Jesús María Pérez Loriente, (nacido el 1 de noviembre de 1930 en Biscarrués, Huesca) es un exjugador de baloncesto español. Con 1.90 de estatura, su puesto natural en la cancha era el de pívot.  

## Trayectoria
Nacido en Biscarrués, Huesca, es otro claro ejemplo más de trasvase de talento baloncestístico Aragón-Cataluña, como los hermanos San Epifanio, Herminio y Juan Antonio, los Martínez, Alfonso y José Luis, Javier Sanjuan, Lorenzo Alocén, Jorge Guillén o Fernando Muscat. A los 13 años ya metía sus primeras canastas en el Unión Deportiva Huesca, en la temporada 1947-48 juega por razones de estudio en el Cerbuna de Zaragoza, regresando en la 1949-50 a su club de origen. En la temporada 1950-51 ficha por el FC Barcelona, club donde jugaría siete años hasta su retirada al final de la temporada 1956-57.

## Internacionalidades
Fue internacional con España en 6 ocasiones. Participó en los siguientes eventos:
- Juegos Mediterráneos de 1951: 2 posición.